# Fluminense Football Club 2021-2022 (pallavolo femminile)
Questa voce raccoglie le informazioni riguardanti il Fluminense Football Club nella stagione 2021-2022.

## Stagione
Il Fluminense Football Club gioca nell'annata 2021-22 senza alcun nome sponsorizzato, utilizzando quindi la denominazione ufficiale del club.
Partecipa alla Superliga Série A, dove chiude la stagione regolare in sesta posizione: qualificato per i play-off scudetto, esce di scena ai quarti di finale per mano del Bauru, chiudendo con un sesto posto finale.
Si ferma ai quarti di finale anche in Coppa del Brasile, dove viene eliminato dall'Osasco.
In ambito statale raggiunge invece la finale del Campionato Carioca, dove viene sconfitto dal Rio de Janeiro dopo il golden set.

## Organigramma societario
Area direttiva
- Presidente: Mário Bittencourt
- Supervisore: Marcelo Freitas
- Team manager: Márcio Trindade

Area tecnica
- Allenatore: Guilherme Schmitz
- Secondo allenatore: Abel Martins
- Assistente: Marcelo Freitas
- Preparatore atletico: Rafael Jesus

Area sanitaria
- Fisioterapista: Aridone Borgonovo

## Rosa
| N° | Nome               | Ruolo | Data di nascita   | Nazionalità sportiva |
| -- | ------------------ | ----- | ----------------- | -------------------- |
| 1  | Lara Filomeno      | C     | 11 febbraio 1989  | Brasile              |
| 2  | Bruna Costa        | P     | 31 gennaio 1995   | Brasile              |
| 3  | Maria Carvalhaes   | P     | 28 settembre 2003 | Brasile              |
| 4  | Daniela Seibt      | C     | 17 aprile 2000    | Brasile              |
| 5  | Francine Tomazoni  | P     | 5 novembre 1991   | Brasile              |
| 6  | Gabriela Cândido   | S     | 22 maggio 1996    | Brasile              |
| 7  | Lays de Freitas    | C     | 13 ottobre 1995   | Brasile              |
| 8  | Jada Burse         | S     | 25 gennaio 1998   | Stati Uniti          |
| 10 | Isabella Rocha     | S     | 11 gennaio 2005   | Brasile              |
| 11 | Mayara Barcelos    | S     | 26 aprile 2001    | Brasile              |
| 12 | Paula Mohr         | S     | 23 aprile 1994    | Brasile              |
| 13 | Francynne Jacintho | C     | 16 luglio 1992    | Brasile              |
| 15 | Kimberlly de Brito | O     | 9 novembre 1999   | Brasile              |
| 16 | Bruna Moraes       | O     | 13 settembre 1999 | Brasile              |
| 18 | Stefanie Tarraga   | L     | 25 maggio 2002    | Brasile              |
| 20 | Letícia Moura      | L     | 8 maggio 2003     | Brasile              |

## Statistiche

### Statistiche di squadra
| Competizione      | Punti | In casa | In casa | In casa | In trasferta | In trasferta | In trasferta | Totale | Totale | Totale |
| Competizione      | Punti | G       | V       | P       | G            | V            | P            | G      | V      | P      |
| ----------------- | ----- | ------- | ------- | ------- | ------------ | ------------ | ------------ | ------ | ------ | ------ |
| Superliga Série A | 36    | 12      | 8       | 4       | 12           | 4            | 8            | 24     | 12     | 12     |
| Coppa del Brasile | -     | 0       | 0       | 0       | 1            | 0            | 1            | 0      | 0      | 0      |
| Totale            | -     | 12      | 8       | 4       | 13           | 4            | 9            | 25     | 12     | 13     |

### Statistiche dei giocatori
| Giocatrice    | Superliga Série A | Superliga Série A | Superliga Série A | Superliga Série A | Superliga Série A |
| Giocatrice    | P                 | PT                | AV                | MV                | BV                |
| ------------- | ----------------- | ----------------- | ----------------- | ----------------- | ----------------- |
| M. Barcelos   | 22                | 169               | 152               | 16                | 1                 |
| J. Burse      | 15                | 33                | 31                | 2                 | 0                 |
| G. Cândido    | 20                | 244               | 205               | 27                | 12                |
| M. Carvalhaes | 12                | 2                 | 1                 | 0                 | 1                 |
| B. Costa      | 12                | 42                | 17                | 18                | 7                 |
| K. de Brito   | 24                | 260               | 228               | 26                | 6                 |
| L. de Freitas | 24                | 197               | 97                | 83                | 17                |
| L. Filomeno   | 24                | 229               | 150               | 73                | 7                 |
| F. Jacintho   | 11                | 4                 | 2                 | 0                 | 2                 |
| P. Mohr       | 24                | 214               | 173               | 32                | 9                 |
| B. Moraes     | 5                 | 85                | 73                | 10                | 2                 |
| L. Moura      | 22                | 0                 | 0                 | 0                 | 0                 |
| I. Rocha      | 5                 | 3                 | 3                 | 0                 | 0                 |
| D. Seibt      | 6                 | 6                 | 0                 | 5                 | 1                 |
| S. Tarraga    | 8                 | 0                 | 0                 | 0                 | 0                 |
| F. Tomazoni   | 24                | 43                | 25                | 8                 | 10                |

P = presenze; PT = punti totali; AV = attacchi vincenti; MV = muri vincenti; BV = battute vincenti

NB: Non sono disponibili i dati relativi alla Coppa del Brasile e, di conseguenza, quelli totali.